# ウリドキ
ウリドキ株式会社（英: uridoki Inc.）は東京都新宿区を所在地とする日本の企業。
買取一括査定サービス「ウリドキ」、買取情報ブログ「ウリドキプラス」を運営している。
2014年12月1日に木暮康雄が「株式会社ウリドキネット」として設立、2019年12月25日に「ウリドキ株式会社（英称:uridoki Inc.）」となった。

## 運営サービス

### 買取プラットフォーム「ウリドキ」
日本で展開している一括査定サービス。売りたい物の写真、状態、型番などの情報を送ることで、最大10社から査定額の見積もりを受け取ることが可能。価格に納得できれば、買取をしてもらう仕組みとなっている。
各店舗、査定士の評価・レビューの掲載をしているため、その内容を元に買取店や査定士に直接買取依頼をすることも可能。
2016年1月時点で通算のユニークユーザーは140万人。
サービス利用の際には、古物商の本人確認義務に基づき、身分証明書などの登録が必要である。

### 買取情報ブログ「ウリドキプラス」
リユースに特化したニュースコンテンツを配信するWEBメディア。買取のコツや、話題の商品の買取価格、各ショップのキャンペーンなど、買取についての情報を網羅的に掲載している。

## 沿革
- 2014年
  - 12月1日：株式会社ウリドキネット設立、買取プラットフォーム「ウリドキ」サービス開始
- 2016年
  - 3月31日：アプリ「URIDOKI/買取価格比較で高く売る」をiOS/Androidでリリース
  - 5月13日：「ウリドキ」サービスリニューアル
- 2018年
  - 1月4日：スピード買取アプリ「PICOL（ピコル）」β版をリリース
  - 11月30日：「PICOL（ピコル）」サービス終了
- 2019年
  - 1月10日：東急不動産HDのナジックと家財売却サービス「URIDOKI買取Day」を開始
  - 9月26日：イーベイ・ジャパンと「eBay.com」のデータ活用で業務提携
  - 12月3日：YouTubeにてリユースチャンネルを開設
  - 12月25日：社名を「ウリドキ株式会社」に変更
- 2020年
  - 2月3日：「ウリドキ」が『高く売れる買い取りサービス満足度No.1』を獲得
  - 3月17日：フィギュアの真贋保証付き越境売買プラットフォーム「4real（フォーリアル）」をリリース
  - 11月1日：「4real（フォーリアル）」を株式会社YICHAに事業譲渡
- 2022年
  - 3月30日：岩手県紫波町及び株式会社エルテスと包括連携協定を締結[3]
  - 5月30日：石川県小松市と循環型社会に向けたリユース推進に関する協定を締結[4]
  - 6月15日：岩手県矢巾町とJAPANDX（エルテス）が交わす包括連携協定のもと、リユース事業実施にあたり双方と連携[5]
  - 8月30日：福井県越前市と、空き家問題をリユースで解決するための実証実験を開始[6]
  - 11月24日：東急不動産「BRANZ WEB（オーナーサイト）」・東急コミュニティー「Life Time Portal」と入居者のリユース支援の取り組みで業務提携[7]
- 2023年
  - 10月26日：東急住宅リース「かなえていくLIBR（リーブル）」とリユース支援の取り組みで業務提携[8]
  - 12月14日：「日本中小企業大賞2023」にて『SDGs賞 最優秀賞』を受賞[9]

## メディア掲載
- 2017年
  - 2月17日 - テレビ東京「モーニングチャージ!」[10]
- 2018年
  - 2月16日 - TOKYO MX「話題のアプリ ええじゃないか!」：「PICOL（ピコル）」の紹介[11]
- 2019年
  - 9月26日 - [WBS]ワールドビジネスサテライト：イーベイ・ジャパンとの業務提携について[12]
  - 9月27日 - Newsモーニングサテライト：イーベイ・ジャパンとの業務提携について[13]